# Proprioseiopsis sororculus
Proprioseiopsis sororculus är en spindeldjursart som först beskrevs av Wainstein 1960.  Proprioseiopsis sororculus ingår i släktet Proprioseiopsis och familjen Phytoseiidae. Inga underarter finns listade i Catalogue of Life.